# 絕望先生角色列表
本列表是久米田康治的《絕望先生》在漫畫及電視動畫裡出場過的人物角色資料。

## 高中

### 二年へ班
學生的學號時有變動，除非另有註記，均以單行本180話追加頁內容為準

#### 班主任
糸色望（聲：神谷浩史）
（『俗・絶望先生』第6話C part声：水島大宙、杉田智和、上田陽司、澤城美雪、真田麻美、小林優、野中藍、新谷良子）
故事的主角，2年班導師，是個超級消極悲觀的教師，經常做出尋短舉動，卻極度怕死。口头禅为：“绝望啦！我对...绝望啦！”
名門家出生，在家排行第四，穿著為襦袢配行燈袴（明治時期起流行的日本古裝式。日常用的物品充滿日式懷舊風格（接近昭和初年的風格）。喜歡閱讀、玩彈珠機、還有甜食，對同人志文學有著深厚興趣，最愛看太宰治的《人間失格》（作者久米田康治也愛看）。
容易記仇，將過去人們對他不好的地方記在一本叫「長恨歌」的筆記簿內。雖然嘴裡不說，不過他很易屈服於權威及一般社會的價值觀之下。
隨身攜帶裝著自殺用具的箱子，有繩子、膠布、香精炭、火柴、安眠藥、恩雅的CD和遺書等物。擁有一本稱為自殺名單的名簿。心目中有88個自殺預定地點。
對玉米，氣泡紙，鮭魚卵，群聚物感到像出麻疹那樣的討厭。
在漫畫封面的折頁所另外刊登的前情提要中設定有些不同，有提到「職業是某健康食品公司的高階主管，害怕女人和蓮藕」，對自己的工作相當投入。因為這點個性而被秘密宗教團體「濱省教（ハマショ）」給抓住把柄，被視為背信者而處於追殺的狀態，然而在駕船出逃時因為不知道自己所登陸的小島是濱省教的基地而被抓起來。雖然後來在身體和腦袋被改造前有中途逃出來，從海上漂流到某間女子學校附近的沙灘上，在任職的第一天被班上的學生取了「左翼游擊隊」的綽號。但最後被一位從不知名的國家要求假結婚的女孩子給窮追不捨。
在2期第11集身分為小有名氣的私家偵探，為了要支付拖欠的房租就接下委託，來到當地的小鎮去調查連環殺人案。漫畫後期透露其家族實為可看見亡靈並與之交流的通靈家族，所以望遺傳著俱備著和亡靈交流和超渡的能力，並因為可符香的緣故於心裡留下陰影。
將名字橫寫的時候會與「絕望」相似，因此被稱為「絕望老師」。但在中學的時候，已有人稱他作「絕望」。
漫畫最終話成功將班級學生教導至畢業（超渡亡靈），轉任某座島擔任小學的教師兼執行超渡亡靈的任務，為少年小勇的家庭除靈，於教堂看見身穿婚紗的可符香的身姿。另一個結局是跟11位女生結婚同住在一個小島上。

#### 女學生
風浦可符香（聲：野中藍）
（『俗・絶望先生』第6話C part声：井上麻里奈、井上喜久子） 
風浦可符香為筆名，真名为赤木杏。
學生編號是14號。故事的女主角。
是個超積極少女，善於交際，擅長深入並解讀他人的心理陰影。
經常就望的負面話題，提出正面的獨特觀點。這些觀點往往會將故事的節奏逆轉，令原先主導話題的望變成被牽著走的一方。
家庭背景複雜，父親在買了高額保險後多次吊頸自殺，其母也曾因為邪教組織而神智不清，叔叔坐牢，哥哥大學畢業沒工作整天憂鬱，姐姐失戀就整天呆在家裡。曾經搬到關西名古屋生活，有可能是被寄居到親戚處撫養。其有可能因此养成了不甚为人知的黑暗面。但在漫畫後期透露可符香已於劇情開始前，因為於過馬路期間和望交身而過，為取回被風吹至望手裡的帽子而遭汽車撞擊身亡，導致望的心裡留下陰霾。可符香身故後將自己的器官捐贈給需要的對象，由於體內含有令人積極的LL基因，所以接受其器捐的對象性格也跟著開朗起來，承接源自可符香的記憶和部分性格，亦令本欲自盡的器捐對象們不再有尋短念頭，甚至主動擔任亡靈的憑依替身，集結至望的班級成為其學生。至於漫畫正篇出現在班級的可符香則是由曾接受其器捐的女學生扮演。
在幼年曾與日塔奈美在幼稚園同班。小二時轉校到名古屋後，曾與音無芽留同級，其後曾與小節浴同級。
有時會扮作望的女大學生鄰居，那位女大學生對他很好，會請他吃煮多了的咖哩飯（雖然後來證實那是過期了的食物）。望好像很在意她，她的照片也不時在他的家中出現，但不知道她的真實身份。擅長腹語和強大的搜集情報能力，喜歡唱奇怪的歌和改編歌詞。
於動畫原創的「一段往事」中身分是幼稚園生，曾經跟個性正在消極化的高中生糸色望有過短暫的相遇。
在點名簿上被註明「要注意」字樣。漫畫最終話當望被11個曾接受可符香器捐並身著婚紗的女學生們追逐逃往教堂時，以身著婚紗的姿態出現在望的眼前。
名字的由來是捷克的小說家弗蘭茲·卡夫卡（Franz Kafka），同時揭曉其存在同《變形記》。
大草麻菜實（聲：井上喜久子）
學生編號是15號。是個負債累累的主婦女高中生。
在經濟上處於欠債的困難境地，不過由於她開朗堅強的性格，其中辛酸並沒有表現出來。
因為經歷種種辛勞，對於處在同樣的逆境的人也有很高的洞察力和包容力。
在學校和久藤准、木野國也一同擔任圖書委員。
在2期第11集「十二位黑色的絕望少女」中登場時已經被人殺害，陳屍在沙灘上，留下了一罐楊桃汁和GOAL的字樣。
漫畫版畢業典禮揭露其實為戒名「釈貴院達留真式童女」的亡靈憑依者。
名字的由來是太太之身。
大浦可奈子（聲：高垣彩陽）
學生編號是16號。是個超大方少女。
對在誇張的事都可以毫不在意在，表現散漫，衣著不整。
《懺 再见 绝望先生》第06话中，面对教室中惨烈场景，熟视无睹。
音無芽留（聲：斋藤千和）
學生編號是17號。
由於極度內向，因此只靠手提電話的電郵與外界溝通，但在電郵內的言語則極度尖酸。
因為小學時被班上同學說聲音奇怪，因而變得沉默。對自己發育遲緩的體型有些介意。
持續用不到手提電話的時候，她的精神會變得不安定、對白亦變成難以理解的文字（符號）。手提電話的通訊盲點是她的天敵。
她的校服上衣內側藏有許多備用電池，在座位上也設置了相應的充電器。她不用電話來通話，所以緊急連絡網中找不到她。
在打電郵時，旁邊會有的日文擬態詞。這是在前作《改造新人類》時，作者自創的詞語。作者希望能將這詞語在漫畫界廣泛應用，雖然實際上仍未廣泛被採用。
點名簿中標記著「拒絕接聽」（着信拒否）。畢業典禮揭露其實為戒名「雙壽志院十機芽空童女」的亡靈憑依者。
姓氏的由來是乖乖的，名字是電郵（メール，mail）。
加賀愛（聲：後藤沙緒里）
學生編號是18號是個加害妄想少女。揶揄日本自虐史觀的角色。（姓名連起來音似“加害”）
因為自我評價過低，因此對周圍的環境異常敏感，常常認為自己麻煩到別人，也認為自己的存在令所有事變得更糟。口头禅为：“对不起，对不起！”經常自省，面對責任時願一力承擔。具同理心，常將他人的痛苦視作自己的痛苦，亦不忍心放下困窘者不管。
由於性格使然，她經常躲在一旁，因此出場率極低。（主要是認為自己的出場會使收視率下降）
不想讓對方覺得自己的行為是施人恩惠時，就會變成傲嬌性格。
動畫版中小辮子有時候會個甩幾下。
畢業典禮揭露其實為戒名「申訳無院愛夢想梨童女」的亡靈憑依者。
小琴琴
2年へ組的女生，本名不明，編號是19號。是個網路偶像。
現實中的身形肥胖，網頁上的相片都是經過電腦繪圖軟件的修改的，在網路上極受歡迎。
對自己又醜又胖這點，沒有任何自覺。
持有Photoshop認證資格。
喜以哥德蘿莉（ゴスロリ）裝束示人。
名字的由來可能是日本聲優三石琴乃（みついし ことの）。
木津千里（聲：井上麻里奈）
（『俗・絶望先生』第6話C part声：小林優、新谷良子、真田麻美、神谷浩史）
學生編號是20號。是個一板一眼的死硬派少女。故事的次女主角。
身高158cm，体重45kg，双眼视力均为2.0，胸围75cm，皮肤年龄28岁（漫画第74话）
在班級頗具影響力，被同學們稱作「班長」（委員長）。但事實上她並不是班長，但一直因其常出頭被人這樣的稱呼著。她的本職為茶道部部長。
由於自己對理想及完美的追求，將本來相當捲的長曲髮燙直（日語便有捲曲的意思），並將之正中分界。但是當頭髮被觸碰或搖晃，髮型就會受到破壞。她的闊額頭上，能使用「千里眼」（因其名“千里”）。
她的上圍屬A罩杯（75公分），但穿B罩杯內衣，中間的空隙則收藏很多把刀，她個人的解釋為善用剩餘空間。皮膚年齡測定為28歲。她還擁有「一級水平測定」的證明。因誤會而迫望跟自己結婚。未有尋求箇中真相的她，對望抱有相當的好感。
當未能將事情弄得有條理、清清楚楚時，會演變成情緒的失控，眼睛會變成菱形進入狂暴狀態，有時手裏會拿著鏟子或刀具。
每年年末的時候會去認識的人家中進行大掃除，并把認為是奇怪的東西都扔掉。
對於均分有偏執，甚至在劇情中出現她對毛澤東以及切·格瓦拉的崇拜，從她為了執行她信仰的理想公平所實行的殘暴手段可以確定她的思考模式，甚至有得出人類就是地球的毒素結論。只有千里的對白中會冒出標點符號。
點名簿上標著「應該沒犯過錯」。畢業典禮揭露其實為戒名「千陀新院袖理真線童女」的亡靈憑依者。為接受可符香心臟器捐的受惠者。
名字的由來是“清清楚楚”（きっちり）。
木村卡愛拉（聲：小林優）
（『俗・絶望先生』第6話C part声：井上喜久子、杉田智和）
學生編號是21號（動畫第三集中錯譯為18號）。是個人格多國化的歸國子女。（但在中文版單行本上的譯法是「雙語人格少女」）
她屬於精英班中的「國外班」學生。由於以往經常轉校，未能融入各國文化，因此很多人叫她「木村回去！」（木村帰れ！）。最終變成擁有過激的外國人性格的多重人格者，通稱為「人格多國化少女」。有木村卡愛羅（木村カエロ）、木村卡愛爾娜（木村カエルナ）等多重人格出現，顯示她有解離型認同異常的症狀，口頭禪是“我要告你！”
在2期第11集「十二位黑色的絕望少女」中，在甚六警部的推理之下跟木津為了誰是犯人和財產的事而引起口角，之後被不明人士釘在地下室裡的十字架上而死。
身为木村卡爱拉时歌聲極難聽，但本人從無自覺，但身为木村枫时却擅长唱歌。
身为木村卡爱拉时亦经常露出裙底风光（幾乎變為一種常態）。
原本她應是為了提升全班成績而來的「國外班」學生，但在學期末考試的成績卻只得到全班第30名（因為考試時中途離場）。
點名簿上註明「偉大的子女」（子女様）及「已和解」（示談済み）。畢業典禮揭露其實為戒名「彩万院蘇卯酉楓童女」的亡靈憑依者。
名字的由來是英日混血兒的搖滾樂歌手木村KAELA及「回去」（帰れ）。
小節浴／阿比留（聲：後藤邑子）
（『俗・絶望先生』第6話C part声：谷井明日香）
學生編號是22號（動畫為19號）。是個熱愛尾巴的少女。
出場時，經常是身受重傷、裹著許多繃帶的狀態。是由於喜歡捉動物的尾巴而遭受攻擊所受的傷。
她除了喜歡捉弄動物尾巴外，更是尾巴的收集狂。
小時候因左眼接受過角膜移植手術，但為免看到角膜捐贈者（可符香）所遺下的殘餘映像，因此她的左眼經常包裹著，雙眼瞳孔呈左藍右棕。
因對尾巴有著濃厚的興趣，因此是在動物園做兼職。
在上小學的時候，她飼養的小雞「小皮」（ピヨちゃん）被貓吃掉了，自此之後她對雞肉有了痛苦的回憶。
事實上她是運動白痴。相反，她在學期末考試得到全班第一名。
她在平時保持冷靜的態度，但當接觸到關於動物的話題時，能見到她愉快的表情。
點名簿上註明「DV?」（即「疑似家暴？」，後被消去）「強裝尾巴」（しっぽ強要），畢業典禮揭露其實為戒名「入退院粟家會士童女」的亡靈憑依者。
名字的由來是「沐浴於暴力中」（拳（を）浴びる）。
小森霧（聲：谷井明日香）
學生編號是23號。是個閉門不出的少女。
血型為A，一直用白色棉被包裹著自己。
系色望的自殺名單成員之一。
由一年級開始就窩在家裡的逃學學生。不論何時都用巾布包裹著自己，比起校服，較愛穿體育服上衣作制服。經過可符香的「座敷童子作戰」後，回到學校上學。但平常都不到自己的班級上課，而是到各處躲藏。
在住處收藏有神木隆之介，日本史上的美少年天草四郎和《鐵人28號》的主人公金田正太郎的相關書籍，被認為是正太控。畢業典禮揭露其實為戒名「炉供院霧番月都童女」的亡靈憑依者。為接受可符香肺部器捐的受惠者。
名字的由來是「家裡蹲生活」（籠もりきり）。
常月纏（聲：真田麻美）
（『俗・絶望先生』第6話C part声：野中藍）
學生編號是25號（動畫為22號）。是個超戀愛跟蹤狂少女。
擁有豐富的異性交往經驗，常因過剩的感情而發展成跟蹤狂的行為。她很容易墮入情網，並配合心儀對象改變打扮。現在的衣著是和式女學生服裝（類似明治時代女學生流行的上學裝束）。台詞方面變成了古式日語語法（「歷史的假名遣」）（在日文原文中才能看到）。
視絕望老師為跟蹤目標後，每一話中都能見到她隱藏在某處。
能容忍對方變心以及情敵的出現，有用菜刀刺殺作為最後手段的過激行為。
在2期第11集是以偵探糸色望助手的身分登場。
點名簿上註明「重視愛情」（愛が重い）。畢業典禮揭露其實為戒名「離無院巢徒乙家童女」的亡靈憑依者。
名字的由來是「經常離不開」（常（に）付き纏い）。
根津美子（ねづ みこ）
声：根谷美智子
学生编号是26號。 推销女。
與搭檔丸内翔子一樣，擁有商人一般的銷售頭腦，能夠利用他人的喜好與需求，迅速專賣商品。
日塔奈美（聲：新谷良子）
（『俗・絶望先生』第6話C part声：矢島晶子、松来未祐）
學生編號是27號（動畫為28號）。是個平凡少女，但也是故事的候補女主角（見下）。
可符香的幼年朋友，常被形容為很普通，原本是個有心理陰影、說著「普通」话语、拒绝上学的少女（即所謂、」）。由於相比同班同學，她是個價值觀與言行最中庸並符合一般人常識的人。
成績也是平平，家庭也是很普通。但是她討厭被人說「普通」。
在雜誌的訪問中，作者曾表示本作的初期構想，是由奈美作女主角，與不放學少年的戀愛故事。在漫畫的第十話與動畫第二季第一話裡，皆有指出不上學少女與不放學少女（此處指小森霧）的相遇本是不可能的，應是初期構想的遺存。畢業典禮揭露其實為戒名「右座院無塔星奈童女」的亡靈憑依者。
名字的由來是「普通人」（人並み）。
口头禅是“别说（我）普通！”
藤吉晴美（聲：松來未祐）
（『俗・絶望先生』第6話C part声：矢島晶子、神谷浩史）
學生編號是28號（動畫為29號）。是個喜歡獸耳與配對連結的少女（俗稱腐女）。
熱心的御宅族少女，對於眼鏡及貓耳非常執著。對男男配（男性角色配對）抱有強烈興趣，亦對此有深入的認識。除此之外，對全套鋼彈系列的認識相當深厚。對於不接受的配對表現得相當抗拒，也曾經因為配對問題和朋友翻臉。
她一直有參加同人誌漫畫的製作，拙於繪畫正異性戀的漫畫故事。
家裡有三位就讀於萌萌木動畫學院(代代木動畫學院?)的哥哥，而三兄是逃學生（不登校），但晴美對此相當介意，從沒向他人提及過。
事實上相當擅長運動，但是在同人大會之外運動能力完全沒有發揮。在「才能的雙子塔」最頂端就已經完全發揮，其能力的程度被老師視為魔王級。
畢業典禮揭露其實為戒名「活腐醮院美異繪路童女」的亡靈憑依者。
姓氏的由來是腐女子（ふじょし）, 名字的由來是晴海，日本Comic Market舉行的地區。
丸井円
声：真田麻美（第二季、第三季）、後藤邑子（續集）
學生編號29號。 茶道部部员。未來小偷少女。因為後期日塔奈美變得不普通的關係，所以正式成了本作真正的普通少女（真的是普通到不行）。有一位來自未來的御宅族哥哥。
由于部长木津千里强制执行，三人的发型都被分成对称的中分式样。
曾对木野國也有好感。
丸内翔子（聲：堀江由衣）
學生編號是30號，是個擅長銷售的少女。
與搭檔根津美子一樣，擁有商人一般的銷售頭腦，能夠利用他人的喜好與需求，迅速專賣商品。
三珠真夜（聲：谷井明日香）
學生編號是31號。是個人如其貌的少女。
樣子長得很像會做壞事的人，但由於大家迂迴的思考方式，即使她做了壞事，人們也認為不是她做的。
特別喜歡欺負喜歡的事物，對其他人卻保持無差別的對待方式。很喜歡絕望老師。
平時沉默寡言，但不假言辭，卻通過突然而直接的行動表現想法這點更加可怕。
第46話在絕望老師的住所放火，絕望老師和糸色交因此搬到了宿職室生活。
她在施行惡作劇時，將幼木棒插進狗的肛門中，這頭被稱為「棒犬」的小狗後來每集都有出現。
畢業典禮時於點名簿裡為少數沒有做為亡靈憑依的學生。
名字的由來是「人如其貌」（みたままよう）。
糸色倫（聲：矢島晶子）
（『俗・絶望先生』第6話C part声：後藤邑子、神谷浩史）
學生編號是32號。
詳情請參閱糸色家。
關內・瑪麗亞・太郎（聲：澤城美雪）
（『俗・絶望先生』第6話C part声：谷井明日香）
學生編號是11號。是個非法進校的難民少女。
因為故鄉發生戰爭，非法偷渡入境。她的戶籍及學號均向關內太郎買回來的，名字中的「瑪麗亞」是由日本的神父取的，也是她的自称，可符香昵称其“玛太郎”（マたろう）。
擁有優秀的體力、視力及嗅覺。因為討厭穿鞋子跟內褲的感覺，所以經常不穿內褲及光著腳跑來跑去（冬天亦如是）。
將校服當便服用，她相當珍惜還能使用的物品，縱使一般城市人認為它們已是垃圾。這種態度讓大家都想保護她，最終醞釀成「班上的國際救援活動」（クラス内ODA，木村卡愛拉命名）。
老師對她一無所知，並在點名簿上註明「誰啊？」。但老師對此並無深究之意。
基於學籍是從男生買回來的，學號設定等方面，均有男性化處理的描寫。
動畫2期第11集中，被設定為早已遇害身亡，以照片的方式登場。畢業典禮名冊揭露其實為戒名「南魅院密喝太郎童女」的亡靈憑依者。
名字的由來是「遷移身份吧」（籍、移たろう）。

#### 男學生
青山（聲：杉田智和）
學生編號是1號。佩戴紅色邊框眼鏡，是木野的朋友，经常与糸色望一样陷入绝望。
臼井影郎（聲：上田陽司）
學生編號是3號。他是真正的班長，頭髮與存在感同樣稀簿。
原本擔當著班長的職務，但由於存在感稀簿，令同學們都想不起他是班長的事實。當人們見到他的禿頭時，他的存在感才稍有增加。
為表達稀簿的存在感，繪畫他的線條比其他角色來得幼細。
他利用存在感稀簿的特性進行偷窺，亦有戀足癖。
經常會說出一些比較下流的話語。
現在暗戀著小節浴，可是未能傳達心意。但是，讓人不可置信地，當小節浴養的小鳥死了以後，就在翌日邀請她去燒雞店吃東西。另外也發生過因偷取數百對小節浴的鞋子而被捕的事情。
在2期第11集以糸色叫兒子的身分登場，曾經有個外號叫做「海市蜃樓（しんきろう）」。因為自身體質和年齡增長的關係而漸漸地被外人給遺忘，除了偵探糸色望以外沒有人注意到他。然後在偵探糸色望的推理下認定為犯人而被抓走。
他的角色定位與《改造新人類》初期的地丹相似，但臼井的角色原型是的客席角色。
名字的由來是「影子是薄的」（影が薄い），以及獅蟻（日文名為）。名字「影郎」可能取材自日本官能小說家「睦月影郎」。
木野國也（聲：寺島拓篤）
學生編號是8號。是個超不服輸（對久藤准）的男生。
被同樣是圖書委員的久藤准的創作故事感動，有著強烈的對手意識。
與溫厚的久藤相比，是拘泥於勝負的激情家。被望比喻為「文科系的戰鬥民族」。
文學取向方面，與久藤准比較的話是現代的輕小說風格。
姿容端麗，與久藤同樣很受女學生的歡迎。但不適合穿便服，不過本人沒有自覺。
傾慕傲嬌化的加賀愛。
名字的由來是。
久藤准（聲：水島大宙）
學生編號是9號。是個天才說書人，能將任何事說成童話並感動人心。
喜愛閱讀，學校圖書館內大部份的書都已借閱過，夢想能讀遍天下的書。作為讀書家，對書籍的評價相當嚴厲。文學取向方面，有著古式寫實主義的傾向。學業成績也很優秀。
性格溫柔沉靜，在女生中頗受歡迎。
在2期第11集以甚六警官助手的身分登場，同時兼顧傳令。
名字的由來是「淳久堂書店」，以及該書店的創辦人兼社長・工藤恭孝的父親「工藤淳」。
芳賀
声：水島大宙
學生編號是13號。
空降大人
2年組的男生，學生編號不明。
從文部科學省“空降”而來，本名不明。
一周只要來一次學校，一個月就能拿八十萬，畢業的同時就有三千萬的退休金。
為班級提出了種種提案，不過都沒有實施。
25話以后也經常做著教室內的背景人物。
在校內吸煙，被認為是想要以退學（退休金）為目標。
田中一郎
原本是2年組的男生，90話時升上三年級。足球社社員。
名字的由來是結城正美《究極超人》中的R・田中一郎。

### 其他
萬世橋渡（聲：上田陽司）
2年組的男生，學生編號是14號。是個硬派御宅族。
從言行判斷好像主要愛好是動畫。
女性觀上，具有追求動畫世界中理想女性的二次元至上主義，和逃避現實女性的傾向。
第63話自宅發生火災時，優先搶救動漫周邊而不是妹妹。
有將內褲同短褲搞錯，而且還穿著外出黑色歷史。
姓氏的由來是東京都千代田秋葉原站附近的「萬世橋」，而名字「渡」指渡過萬世橋就到了有「otaku之城」之稱的秋葉原。
丸井、三角、正方
茶道部部員。
由於部長木津千里強制執行，三人的髮型都被分成對稱的中分式樣。
由於茶道部室的名牌並沒有註明哪個名字對應哪位部員，因此並不清楚三人之間，誰人用哪個名字。
目前知道丸井為2年班29號（见上），但另外兩位的名字配對以及學年、班級、學號仍不明
新井智惠（聲：矢島晶子）
學生心理輔導室的女教師。
處事有條理而冷靜，能以靜默震懾人心。言詞精闢，而且毫不客氣，但卻讓人很受用。
這種近似毒舌的性格，延伸出施虐者的傾向，可見其SM女王特質的一面。
在動畫版中，她成了每集必出的角色。但在漫畫並不是每一話也會出場。
作品內曾暗示她做過風月場所兼職(運用其SM女王的特質)的事情，但真相未明。
名字的由來是德國哲學家弗里德里希·尼采（日文略稱作）。
甚六老師（聲：上田陽司）
絕望老師的同事，中年男子。初期單行本的人物介紹中列有他的名字。
喜歡玩彈珠機，從年輕時已迷上視覺系音樂，現時熱中於樂隊（ミュージシャン） Nightmare(日)的音樂。
自稱曾當過僱傭兵，不知是真的還是開玩笑。
與老實的外表相反，背上有刺青，似是擁有相當激烈的過去，但詳細未明。
在2期第11集以當地的警官身分登場，向偵探糸色望提出委託調查當地所發生的連續殺人事件。
名字的由來是螺江小姐（サザエさん）的伊佐坂甚六（家中長男，過著流浪人的生活）。

## 糸色家
是信州縣藏井澤市（以長野縣輕井澤為樣本的架空地名）的望族。江戶時代是領主家族，到了明治時期成為財閥家族，因此現今對地方上仍有強大的影響力。將姓氏的二字合併後，就成為了「絕」字，只要加上名字，就可以構成許多妙趣橫生的詞語。
糸色大
（『俗・絶望先生』第6話C part 声：神谷浩史）
望的父親，亦是糸色家的當家。是位地方議員。
性格爽快，尤其當遇到好玩的事的時候。
曾於久藤准的想像圖出現過。
名字合併為「絕大」。
糸色妙
望的母親，除了家族圖以外，暫未在作品中出現。
名字合併為「絕妙」。
漫畫版某集中透露她是一位知名的料理專家。
糸色緣
家中長子，不知何故與父親斷絕了關係，有一子。
於漫畫第298話正式登場，長相和穿著與望非常相似。似乎早就已經知道弟弟望的學生們是被遺留在昭和時代的遊魂，還沒畢業就因為各自的事故便已過世許久。
名字合併為「絕緣」。職業是律師（後期兼任冥婚主持人），可符香稱他作「絕緣先生」 。
糸色景（聲：子安武人）
家中次子，終極的自我完結型藝術家。
極端的自我中心，無視他人的說話。即使是客觀的論調，也會用自己的主觀壓倒一切，行為乖僻。但與弟弟們不同，他的思考極度正面。
動畫第二輯的第二集中登場。
藝術作品看來受到好評，不時舉行展覽。與妻子由香一起經營創作室（atelier）『景』。在「薛丁格的箱子」篇，似乎換了太太。
名字合併為「絕景」。
糸色命（聲：神谷浩史）
家中三子，是個醫生，經營「糸色醫院」，但因為「絕命醫生」之名而乏人問津。
無論何時都穿著白色醫生袍。平常知性而冷靜，但當聽到人們說「絕命醫生」（原文「絕命先生」）時就會暴走，因此在他面前這是禁語。
性格方面，比起其他兄弟，他較為好強要勝。尤其是對弟弟望，態度更為明顯。
漫畫第300話在接受百見警官的詢問中，是與智惠老師同為少數知道風浦可符香真實秘密的人之一。
名字合併後，會變成「絕命」。可符香稱呼他為「絕命醫生」。
糸色望（聲：神谷浩史）
四子，詳情請參閱二年へ班#導師
糸色倫（聲：矢島晶子）
家中長女，是位年僅17歲的糸色流花道教師，擁有三千弟子；另外亦擁有優秀的劍道技術。
由於以淑女的方式培育，因此她的言行具有古風貴族小姐的風範，金錢的概念亦與一般人不同（曾經為了不出家門而能吃到拉麵將沿途住宅和商店全部收購）。
憧憬貧窮的生活，故不時來到東京的糸色望住所遊玩，平時住在家鄉。
名字合併，會變成「絕倫」一詞（絕倫在日語有性技巧很好的意思）。可符香稱呼她為「絕倫老師」。因此她跟兄長一樣，討厭自己的姓氏，並希望藉著出嫁，脫離「糸色」的姓氏。
在90話轉入2年へ組。
在2期第11集為在海灘上遛狗時發現麻菜實遺體的目擊者。
公佈聲優人選之後，出現全身像時動作全是背對讀者回顧，對蠟筆小新中小新的“屁股見光”做聲優捏他。
糸色交（聲：矢島晶子）
（『俗・絶望先生』第6話C part 声：松来未祐）
緣的兒子，由於在街上錯認糸色望作父親，因而後來住在一起。
由於在家族以外的地方長大，故用詞較少，但沒有惡劣的感覺。但是他有輕微的自殺傾向。又，由於現正處於對外界事物好奇而敏感的年齡，同時受到一連串的驚嚇（由絕望老師及2年へ組同學的騷動所造成的），因此對事物的心理陰影逐漸增加。
名字合併後，會化作「絕交」一詞。因此可符香稱呼他為「絕交弟弟」。
時田（聲：上田陽司）
（『俗・絶望先生』第6話C part 声：神谷浩史）
糸色家的管家，全名不明，現經常伴隨糸色倫出入。
性格沉著，忠誠度高，擅長情報收集、貼身調查、以及秘密工作等活動。
角色的參考為《無敵鋼人泰坦3》出場的「時田管家」。作者讓他出場的理由是「為了對抗現有的管家漫畫」（久米田弟子畑健二郎的作品旋風管家）。

## 其他
一先生（聲：杉田智和）
喜歡一切舊的事物，和知名動畫角色「一休」發音相近。但是這個名字是可符香即興起的，他的本名並不清楚。不過他也喜歡這個名字。於昭和81年1學期參加期末考試，在班中排31名。經常思考著為什麼會考試，而且還作弊。
中文版將譯成一日，可符香稱呼他為一日先生。者在日文意為舊，譯者可能為了使讀者看得出作者讓此角有此名的意義，而譯成一日先生。
登場時身份是望的舊友，后來發現準確來説，應該是“1日友”（開學典禮上與望成爲朋友，之後就沒再交談）。
小節的父親（聲：中村悠一）
新井老師委託望來做觀察的對象。
在觀察的過程中曾被望認為有經常虐待小節同學的傾向，就被望聯合商店街的老闆認定是拒絕往來戶。
李仲直（第52話登場）
名字的由來是「和好」（仲直り）
小武（聲：水島大宙）
常月纏的前男友。
是草野仁的發燒友，好像每周不差地收看『日立 世界・ふしぎ発見!』。
久米田康治（聲：神谷浩史）
作品內作為漫畫家登場，不過一般是作者自己做自虐捏他時使用。特徵是懶散，面帶鬍渣。
值得注意的是在動畫中出現時並非本人，而是神谷浩史配音。
培里將軍（聲：乃村健次）
特別登場人物。口中操著玻羅羅卡語（ポロロッカ語），然後潛入學校裡面、並自稱自己是要來找某個重要物品的“孫悟空”的外國將軍。
前田君
動畫當中經常出現的真人頭像。
特徵是他的光頭和眼鏡。
久米田康治的助手。原為瀨口和宏的助手，後轉入久米田門下。
在《改造新人類》和本作中都有出場。
悲觀社的社員們（聲：子安武人、岸尾大輔、中村悠一）
動畫原創。指望在高中時期遇到的其中三名社員，三人分別叫做「無言亭歸宅（」、「樹海亭迷走（樹海亭 迷走）」、「童話亭童話（メルヘン亭 メルヘン）」。
該社團創立的宗旨為「悲觀、絕望」，與幹部和社上的學長道好時要下跪著打招呼，也是影響望與學生和他人在後來的交際上的其中一個習慣之一。
在望戴上猶如孫悟空的金剛圈的“悲觀眼鏡”後，因為認為望背叛該社團，就把望視為肅清的對象。
金正日
在諷刺北韓時出現，為朝鮮民主主義人民共和國（北朝鮮）的最高領導者，1942年2月16日出生（和小泉純一郎同歲），是朝鮮勞動黨總書記，朝鮮民主主義人民共和國國防委員會委員長，朝鮮人民軍最高司令官。政治上進行獨裁統治，被稱為「將軍」。久米田康治曾經唯一的神。
十七歲教主
指創立17岁教的井上喜久子。
動畫2期第3集上半至中半、第10集上半都有登場。
形象為粉紅色雙馬尾的女高中生。
切·格瓦拉
從逆流那話之後，在背景會出現他的頭像。
初音未來
在漫畫（第一百一十二話）「大島寺信輔的音聲」和動畫（2期第十三話）「初めまして音無メルです」中以音無芽留的聲優候選人登場。動畫版由藤田咲（亦為初音未來聲音錄製者）本人親自對白。
木津多彌（聲：白石涼子）
木津家長女及木津千里的姐姐。大学生。平常一個人住、暑假時會回到家中。有著讓房間很散亂並且聚集一堆垃圾（包括不良分子）的才能、綽號為「髒姐」。喜歡望。
曾被妹妹（木津千里）注射过果汁，被装有液化气的钢筒给做了什么（原因不明）
名字由來為太髒了的日文「きったね」。
以下是每話經常出現的隱藏圖像（括號標明開始成為隱藏圖像的話數）
常月纏（第5話）
視絕望先生為跟蹤目標後，差不多每話都有躲在絕望老師附近。
女性裙底走光的場面（パンチラ）（第7話）
由木村卡愛拉負責。
皇帝企鵝（第21話）
皇帝企鵝的雛鳥（頭像畫得像太極）。首次出場後，成為絕望先生家中的寵物，同時亦成為每話封面內隱藏的圖像之一。
鶴（第41話）
被喻為送子（糸色交）的仙鶴。
櫻井良子（櫻井よしこ）（第13話）
自由記者，右翼。
棒犬（第46話）
被三珠真夜虐待的小狗，會作為背景出現。
麻生太郎（第59話）
前首相，手上會拿著不同的讀物，首度出場時在閱讀薔薇少女。
（憂鬱的國家）（第６７話）
在67話之後，每一話都會登場的背景之一。是一名以前任日本首相安倍晉三為藍本的老人及旁邊題上（即：憂鬱的國家）。此為久米田在第67話時，諷刺當時競選自民黨總裁的安倍所寫的自我介紹之作——《邁向美麗的國家（美しい国へ）》（每名競選首相的日本政客，都會在選前寫一本書作為介紹自己的政見、政綱及將來的夢想之類的書）所衍生出來的東西。
黑色的眼淚（第53話）
出自呼籲消滅電影放映前流出的盜版DVD的CM廣告。
少女（演員：谷村美月）流的黑色眼淚落向黑色的水洼，從水洼中浮現出骷髏和膠卷的畫面。
畫外音：他們正在偷走我們的電影，他們也正在偷走我們的感動，他們正在傷害我們珍惜的東西 。
字幕：保護電影，保護這份感動。
字幕／畫外音：掀起消滅盜版的運動，標語：我不看盜版，我不買盜版。
心形中的英文：救救我們的電影。
廣告給人以恐怖且憂鬱的衝擊。
在本作中以眼睛和眼淚的標志省略表示。
娘娘（第126話）
某國間諜，擅長美人計，可惜對三次元免疫的宅男不起作用。